# 펜착실랏

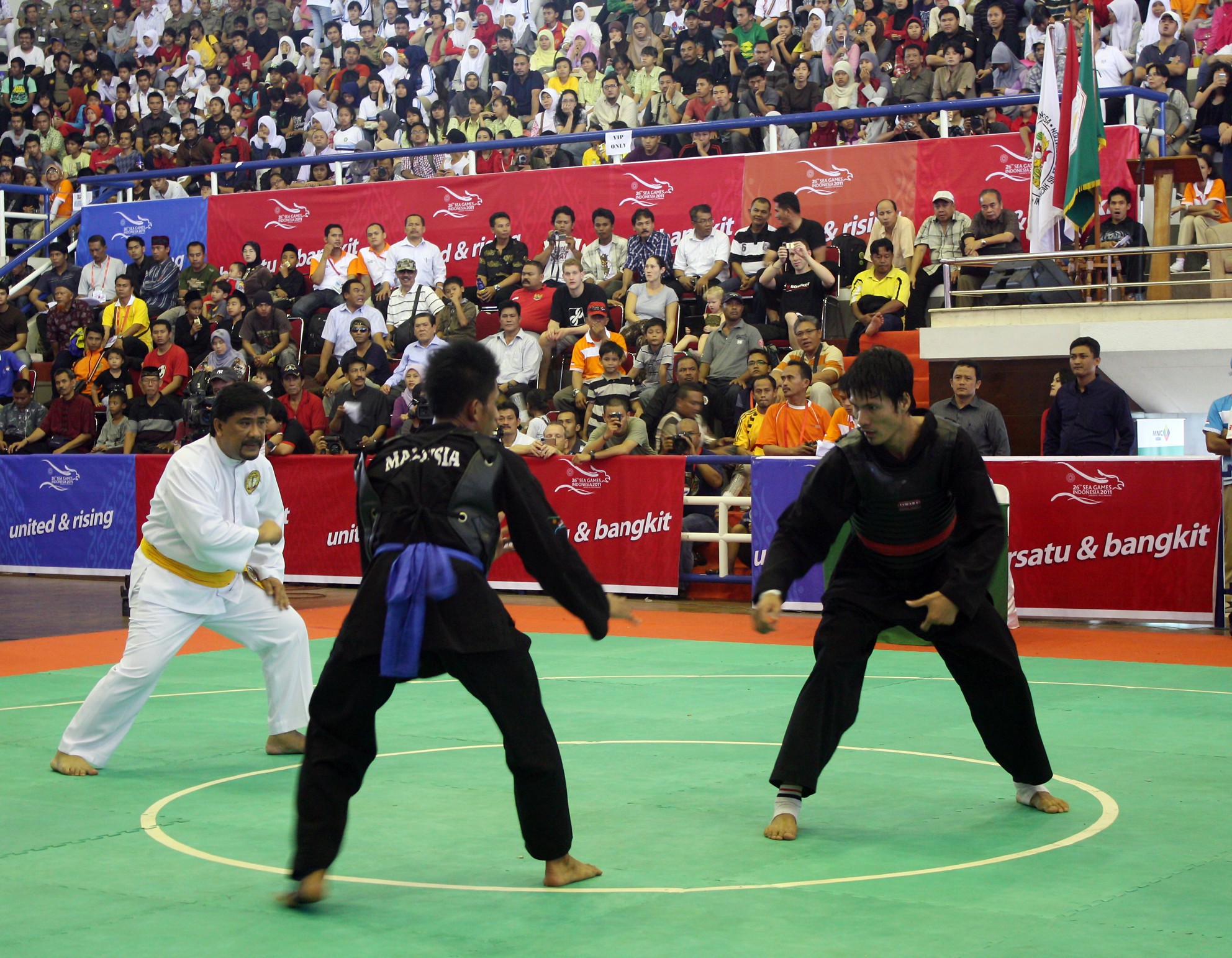
펜칵실랏을 하는 모습

펜칵실랏/ 쁜짝실랏(인도네시아어: Pencak Silat) 또는 실랏(인도네시아어: Silat)은 인도네시아, 말레이시아 등 동남아시아에서 행해지는 전통 실전 무술이다. 영문식 발음은 ‘펜착실랏’이라고도 널리 불린다.

## 개요
펜칵실랏은 인도네시아어로 "예술적으로 방어한다"는 뜻을 가지고 있으며, 영적 수련, 자기 방어, 문화·예술, 스포츠의 성격이 결합되어 있는 것이 특징이다.
인도네시아 자카르타에서 개최된 2018년 아시안 게임에서 정식 종목으로 지정되었으며, 이외에도 실내 무도 아시안 게임과 해변 아시안 게임에도 정식 종목으로 채택되었다.

## 같이 보기
- 무에타이